# Ollaran
Ollaran (oficialment Valle de Ollo/Ollaran) és un municipi de Navarra, a la comarca de Cuenca de Pamplona, dins la merindad de Pamplona. Limita al nord amb Arakil, al sud amb Oltza i Andia i a l'est amb Itza.

## Concejos
| Entitat de Població | Pob. (2006) |
| ------------------- | ----------- |
| Anoz                | 27          |
| Arteta              | 30          |
| Beasoáin-Eguíllor   | 69          |
| Ilzarbe             | 30          |
| Ollo (concejo)      | 48          |
| Senosiain           | 21          |
| Ulzurrun            | 62          |

## Demografia
| Evolució demogràfica | Evolució demogràfica | Evolució demogràfica | Evolució demogràfica | Evolució demogràfica | Evolució demogràfica | Evolució demogràfica | Evolució demogràfica | Evolució demogràfica | Evolució demogràfica | Evolució demogràfica |
| 1996                 | 1998                 | 1999                 | 2000                 | 2001                 | 2002                 | 2003                 | 2004                 | 2005                 | 2006                 | 2007                 |
| -------------------- | -------------------- | -------------------- | -------------------- | -------------------- | -------------------- | -------------------- | -------------------- | -------------------- | -------------------- | -------------------- |
| 363                  | 355                  | 336                  | 318                  | 323                  | 300                  | 311                  | 305                  | 308                  | 309                  | 298                  |
| 85%                  |                      |                      |                      |                      |                      |                      |                      |                      |                      |                      |